# 岡西里奈
岡西 里奈（おかにし りな、1985年3月14日 - ）は、東京都出身の女性タレント、女優。スカイコーポレーションからは現在契約満了されている。

## 来歴・人物
- 演出家蜷川幸雄の主宰する桐朋学園芸術短期大学芸術科卒業。

## 出演作品

### テレビドラマ
- ダンドリ娘（2006年、フジテレビ）
- ダンドリ。〜Dance☆Drill〜（2006年、フジテレビ） - 早乙女はるか（ミスさつき）役
- 危険な関係(2005年 東海テレビ制作フジテレビ系
- 名探偵 赤富士 鷹 (2005年NHK）（第一夜）ABC殺人事件

### 映画
- ひゃくはち 〜我ら補欠　夢と煩悩のかたまり〜（2008年夏　公開　森義隆監督作品）　アナウンサー役

### 舞台
- 雪まろげ（2007年、帝国劇場、博多座）女学生&女中松子役

### CM
- ダイドードリンコ「D-1 COFFEE」（2007年） - 豆本かおり役

### PV
- DEPAPEPE「桜風」（2007年）

### その他
- 天才てれびくんMAX（2006年、NHK教育） - 1×8（イチカバチカ）役
- 天才てれびくんMAX（2007年、NHK教育）－雪の女王　役
- うぇぶたま(2007年、テレビ東京　深夜枠）準レギュラー